# Vigo Andersen
Vigo (of Viggo) Andersen (Kopenhagen (Denemarken), 1852 – Chicago, 29 januari 1895) was een Deens fluitist. Hij was de zoon van de fluitdocent Christian Joachim Anderson (1816-1899) en  Caroline Fredrikke Andkjaer (1825 -1898) en de jongere broer van de beroemde fluitist en componist Karl Joachim Andersen (1847-1909). Zowel Joachim als Vigo Anderson speelden in de Koninklijke Deense Hofkapel in de jaren 1870, en in de Berliner Philharmoniker in de vroege jaren 1880, net na de oprichting van dat orkest in 1882.
Vigo Anderson verliet Denemarken tijdens een verlofperiode van een jaar tijdens het seizoen 1889-1890 en ging naar de Verenigde Staten.  Hij liet zijn vrouw, kinderen en schulden achter.  Hij zou nooit meer terugkeren in Denemarken.  Vigo Anderson speelde aanvankelijk in de Twenty-second Regiment Band in New York in 1890 en maakte daarna deel uit van het Chicago Symphony Orchestra onder Theodore Thomas tijdens hun eerste seizoen in 1891-1892.
Vigo Anderson bleef solofluitist tot aan zijn dramatische zelfmoord op 29 januari 1895. Hij nodigde 20 vrienden uit voor een feest.  Toen Vigo aankwam schoot hij zichzelf meteen dood, zonder dat duidelijk was waarom. Wellicht had het te maken met zijn vrouw en kinderen die met de schulden waren achtergebleven in Denemarken.

## Bron
- Biografie op de website stokowski.org.

- Gemeinsame Normdatei: 1117116786
- MusicBrainz: aac07842-566a-42d4-8841-3e36cbd53aa1
- Istituto Centrale per il Catalogo Unico: MUSV001630
- Virtual International Authority File: 317291570
- WorldCat: E39PBJpDRQG34rTdrvWX97DDv3